# Schland

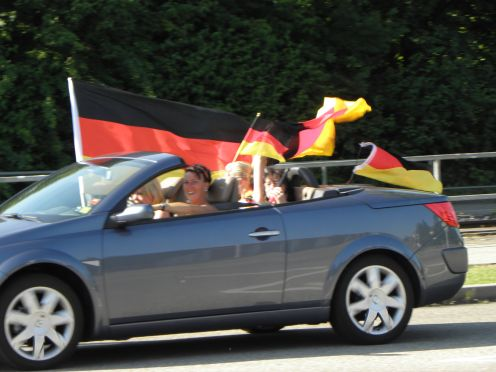
Schland-Jubel im Straßenverkehr während der Fußball-WM 2010

Schland [ˈʃlant] ist ein humoresk konnotiertes Kunstwort und eine Abkürzung von „Deutschland“. Während der Fußball-Weltmeisterschaften 2002 und 2006 erlangte es größere Bekanntheit. Am häufigsten gebraucht wird es seither als Kritik an der überschwänglichen Feierlaune im öffentlichen Raum zu Zeiten großer internationaler Fußballturniere. Mit dem Gebrauch des Wortes kann je nach Kontext aber auch deutscher Patriotismus allgemein kritisiert werden, die Bundesrepublik Deutschland und/oder Germanozentrismus.

## Entstehung
Der Begriff Schland wurde erstmals durch den Künstler Knut Kargel in seinen satirisch-kritischen Fotocollagen „Kohl and the Gang“ (1988) und „Schland“ (1990) verwendet.
Einer breiteren Öffentlichkeit bekannt wurde Schland 2002, als Stefan Raab in seiner Fernsehsendung TV total den Begriff erstmals als verballhornten Fangesang propagierte. Bundesweite Bekanntheit erlangte Schland vier Jahre später zur darauf folgenden Fußball-WM; laut Max Lazarus im Stern tauchte „das Kunstwort Schland erstmals während der Fußball-Weltmeisterschaft 2006 als mehrfache Einblendung in TV total auf und ist seither auch geschütztes Markenzeichen.“ Als Begründung für die aufkommende Popularität des Kunstwortes fügte Nina Anika Klotz im Magazin The European an: „Dieses Wort, ‚Schlaaand‘ mit Tripel-A mindestens, geht so schön schmelzig ins Ohr und macht automatisch schmunzelnd. Schlaaand ist echt süüüß.“
Schland o Schland von Uwu Lena, eine Coverversion von Satellite, war ein bekanntes Lied zur Fußball-Weltmeisterschaft 2010.

## Verwendung
Inzwischen beschreibt Schland eine durch Fußballbegeisterung ausgelöste Stimmung zwischen enthemmter Feierlaune und unpolitischem Patriotismus.
Daneben hat der Begriff auch schon Verwendung gefunden bei der Beschreibung von Peinlichkeiten von B-Prominenz, dem Outfit der Altkanzlerin Angela Merkel („Schlandkette“ und „Schlandtasche“) oder der Marketinggestaltung in den Farben der deutschen Flagge von Verkaufsverpackungen („verschlandete Produkte“).
Das Mannheimer Institut für Deutsche Sprache (IDS) nahm das Kunstwort Anfang August 2014 in das Nachschlagewerk Neuer Wortschatz auf und definierte es wie folgt: „Deutschland als Land, dessen Bewohner ihre Fußballnationalmannschaft in einer Welt- oder Europameisterschaft feiern.“ Schland gehört zur linguistischen Häufigkeitsklasse 16.

Das Wort "Deutschland" in der DEK mit hochgestelltem "sch"-Zeichen am Anfang; bei Tieferstellung auf die Grundlinie ergibt sich die Bedeutung "Schland".

In der Deutschen Einheitskurzschrift (DEK) wird das Adjektiv „deutsch“ mit dem hochgestellten Zeichen für sch abgekürzt, sodass sich aus der Stenoschreibweise für „Deutschland“ die Zeichenfolge schland ergibt, wenn man das Wort "Deutschland" auf der Grundlinie schreibt und so auch die symbolische Überhöhung beseitigt.

## Gesellschaftliches Phänomen

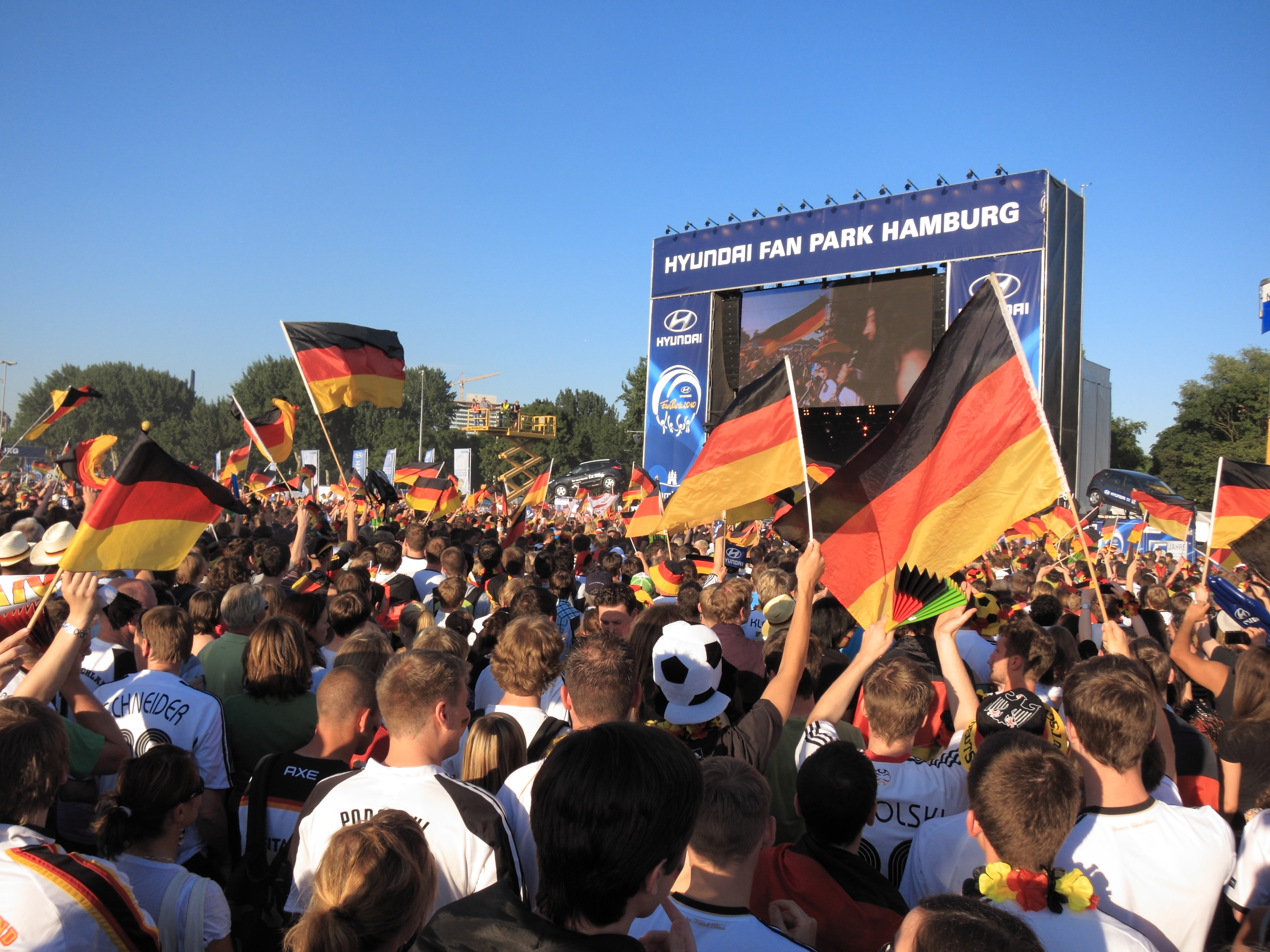
Public Viewing 2010 auf dem Heiligengeistfeld

Jürgen Mittag, Professor an der Deutschen Sporthochschule Köln, versteht unter Schland eine „als Partyerlebnis gelebte Deutschland-Atmosphäre“. Sichtbarer Ausdruck dieser Atmosphäre ist für gemeinhin ein öffentlich gezeigter, eher spielerischer Umgang mit der Flagge Deutschlands und deren Farben Schwarz-Rot-Gold. Nach Arne Lichtenberg malen sich Menschen „schwarz-rot-goldene Flaggen ins Gesicht, singen die Nationalhymne“, schmücken „Wohnungen, Häuser und Autos“ mit deutschen Fahnen und „pilgern in Fangruppen zum Public Viewing“. Lichtenberg beschreibt Schland als eine „kollektive Nationaleuphorie bei Fußball-Großereignissen“.
Michael Ebmeyer schreibt in der Tageszeitung Die Welt, dass das „Flaggenmeer“ 2006 ausgebrochen sei und das „Spektakel“ sich „bei allen folgenden Länderspielturnieren mit deutscher Beteiligung“ wiederhole, dabei habe sich „Schwarz-Rot-Gold“ als „mehr oder weniger expliziter Dresscode beim Public Viewing“ etabliert.
Laut Friedrich Teuffel im Tagesspiegel war „schon mal mehr los im Schland“, da eine Fußballweltmeisterschaft in „solcher Regelmäßigkeit“ stattfinde, dass „sie kein Ausnahmezustand mehr ist“.

## Markenrecht
Seit dem 18. November 2005 ist Schland als Wortmarke beim Deutschen Patentamt geschützt, die Rechte daran hält Stefan Raabs Produktionsfirma Raab TV GmbH, an der die Dachorganisation Brainpool seit 2008 zu 50 Prozent beteiligt ist. Die Raab TV GmbH vertreibt verschiedene mit dem Markennamen „Schland“ versehene Merchandisingprodukte.

## Verwandte Begriffe
Eine mit dem heutigen Wortgebrauch vergleichbare Wortschöpfung ist Ingerland als scherzhafte Landesbezeichnung in englischen Fußballgesängen. Mit dem ursprünglich satirischen Sinn vergleichbar sind die Bezeichnungen ’murica für die USA und ’straya für Australien, bei denen ebenfalls jeweils die erste Wortsilbe fehlt. Allerdings handelt es sich bei den beiden Begriffen jeweils um eine Elision der unbetonten ersten Silbe sowie einer umgangssprachlich veränderten Aussprache der übrigen Silben, im Gegensatz zu Schland, welches die unbetonte zweite Wortsilbe ohne Lautwandel bewahrt.